# Hieb- und Stichwaffen
Der Begriff Hieb- und Stichwaffen (bzw. Hieb- und Stoßwaffen) ist eine in der Fachliteratur übliche Sammelbezeichnung. 

## Beschreibung
Die Sammelbezeichnung Hieb- und Stichwaffen umfasst alle Varianten von Hiebwaffen und Stichwaffen. Er dient der enzyklopädischen Abgrenzung und in der Waffentechnik zur weiteren Klassifizierung der Objekte. Dazu zählen Schnittmengen von Handwaffen, Stoßwaffen, und Schlagwaffen, die üblicherweise als Nahkampfwaffen genutzt werden. Bei der großen Bandbreite der Arten kann es zu Überlappungen oder Abgrenzungsproblemen kommen, die durch unterschiedliche Anwendung oder Waffenkombinationen entstehen können. Eine Sammlung von Listen zu Hieb- und Stichwaffen findet sich in der Liste der Listen der Hieb-, Stich-, Schlag- und Stoßwaffen.